# 若林佐喜子
若林 佐喜子（わかばやし さきこ、1954年〈昭和29年〉12月13日 - ）は、よど号グループのメンバー。旧姓は黒田。朝鮮民主主義人民共和国平壌直轄市三石区域在住。

## 人物・略歴
1954年（昭和29年）12月、群馬県伊勢崎市で、5人兄弟の下から2番目の子として生まれ、10歳で母親を亡くす。保育の専門学校在学中に主体思想に興味を持ち、チュチェ思想研究会の幹部活動家となった。朝鮮問題研究会の活動を続けていたが、勤務先の保育園にも家族にも理解されず、行き詰まってフランスのパリへ行き、そこでよど号ハイジャック事件（1970年3月31日）の犯人の一人若林盛亮と出会い、1977年4月に盛亮と一緒に平壌へ行き、結婚。身長は157センチメートル。
1980年（昭和55年）、「よど号グループ」のリーダー田宮高麿の命令で、田宮の妻森順子とともに日本人男性2名の拉致犯罪にかかわった。1人は日本大学学生だった石岡亨（当時22歳）であり、大学卒業前、アルバイトで知り合った東京の同年代の男性と二人旅に出かけ、1980年3月、スペインのバルセロナの動物園へ行き、そこでバルセロナのテルミノ駅で声をかけてきた若林佐喜子、森順子と一緒に写真を撮った。男性と石岡は、フランスのリヨンで1か月後に会う約束をして別れた。しかし、石岡はリヨンには現れなかった。4月、若林と森はマドリードを拉致工作の拠点として活動を始め、5月にはマドリード市内にアパートを借りた。石岡ともう1人の旅行者、京都外国語大学大学院生だった熊本市出身の松木薫（当時26歳）がそこに入り浸っており、さらに関西地方から姉妹で旅行していた2人もこれに加わり、若林と森のつくる手料理を食べて4人でカードゲームなどを行い、夜はそれぞれの宿舎に戻るという生活を送った。旅行者姉妹は森順子から6人一緒のウィーン旅行を誘われたが断った。石岡と松木はウィーンから共産圏経由で北朝鮮に拉致されたものと考えられる。なお、石岡亨が所持していたパスポートは北朝鮮の工作機関によって偽造パスポートの原本に利用され、発効日が同じで旅券番号の異なる偽造パスポートが北朝鮮工作員やよど号グループの柴田泰弘、日本赤軍の戸平和夫によって使用されていたことが確認されている。松木薫、石岡亨、いずれも偽計による拉致であるが、どこから強制性がはたらいたかは不明である。松木には将来を誓った女性がおり、石岡は日本でパン作りをするという目的があっての旅であり、社会主義思想や北朝鮮という国家に特に興味や思い入れがあるわけではなかった。
「よど号メンバー」が続々と帰国するなか、2006年2月、松木の姉によって若林佐喜子と森順子は逮捕監禁容疑で警視庁公安部に告発状が出され、受理された。さらに、2007年6月、若林と森は、欧州における日本人男性拉致事件の実行犯として警視庁公安部より結婚目的誘拐の容疑で逮捕状が出され、国際手配がなされた。日本政府は、北朝鮮に対し、両名の所在の確認と身柄の引き渡しを求めている。

## その他
2002年9月に長男（当時24歳）、2009年1月に次男（当時14歳）が日本に帰国した。